# Inséparable rosegorge
Agapornis roseicollis
Espèce
Statut de conservation UICN

 LC  : Préoccupation mineure
L'Inséparable rosegorge (Agapornis roseicollis) est une des neuf espèces d'inséparables, groupe de petits perroquets africains très présent et populaire en aviculture et en tant qu'animaux de compagnie.

## Sous-espèces et taxonomie
Découvert en 1793, l'Inséparable rosegorge fut tout d'abord considéré comme une sous-espèce de l'Inséparable à tête rouge avant d'être définie comme une espèce à part entière.
Cette espèce comporte deux taxons, plus précisément des sous-espèces :
- A. r. roseicollis (Vieillot, 1818) — Namibie et d'Afrique du Sud ;
- A. r. catumbella Hall, 1952 — sud-ouest de l'Angola (entre le quinzième parallèle et le quinzième méridien) dans les zones sèches qui vont de la mer jusqu'à 1 600 m d'altitude. se distingue du taxon type par la coloration plus rouge du masque facial et par une extension plus importante de rouge et de rose sur la poitrine et un vert plus brillant.

La péninsule du Cap est peuplée par une population difficile à attribuer à l'une des deux sous-espèces, peut-être s'agit-il d'une forme intermédiaire.
Présentant un très modeste cercle orbital (en filoplumes et presque imperceptible) et mâles et femelles étant difficilement distinguables, l'inséparable rosegorge constitue la transition entre le groupe des espèces à cercle orbital blanc (constitué par de la peau nue) et celui des espèces avec un net dimorphisme sexuel.

## Répartition
Cet oiseau est endémique des forêts claires de la savane namibienne.
En Angola, l'Inséparable rosegorge n'est pas très abondant. Il peuple la région de Sumba et probablement les régions situées plus au nord.

Cet oiseau est également présent en Namibie, notamment dans l'est autour de la région des marais de l'Okavango et dans la région frontalière avec le Botswana.
Au Zimbabwe, sa présence a été signalée à plusieurs reprises près des chutes Victoria. Toutefois, en raison des mouvements complexes (sédentarité, erratisme) de cet oiseau dans ce pays, son aire de nidification n'est pas encore très définie dans l'est de cet État.
Une population viable de cette espèce a été introduite en Arizona, aux États-Unis, dans et aux alentours de la ville de Phoenix, via l'évasion ou le relâchement volontaire d'individus dans la nature dans les environs du milieu des années 1990, avec une date de départ généralement acceptée de 1996. Depuis, 25 ans après, l'espèce s'est très bien naturalisée et acclimatée dans ce nouveau milieu, proche de celui d'origine de l'espèce, et sa répartition n'a pas beaucoup grandi depuis malgré l'augmentation de la population. Les oiseaux ne sont pas considérés comme une espèce invasive car ils n'ont aucun impact négatif sur l'écosystème local, qui n'est pas dérangé. En effet, les oiseaux se nourrissent principalement des graines et de la nourriture donnés par les habitants de la ville, qui apprécient ces oiseaux colorés et leur présence, et profitent des nombreuses sources d'eau présentes sur les lieux pour s'hydrater et se laver, ce qui fait qu'ils ne s'éloignent pas beaucoup de la ville et ne vont que rarement dans le désert avoisinant cette dernière. Les oiseaux se reproduisent et nichent dans les cactus, surtout principalement dans les fameux cactus saguaro, mais ne creusent pas eux-mêmes les trous dans ces derniers, étant incapables de réaliser cette action. Ils profitent en fait, de manière opportuniste, des trous laissés par le Pic des saguaros (Melanerpes uropygialis) de la famille des Pics, qui niche dans la même plante et qui change de cavité tous les ans tout en abandonnant l'ancienne. Les deux espèces n'entrent donc pas en compétition pour les refuges pouvant servir d'abris et de nids pour la reproduction. Le pic se nourrit également principalement des composants du cactus et de ses fleurs, que l'Inséparable rosegorge ne mange pas, permettant ainsi également aux deux espèces d'éviter une quelconque concurrence concernant la nourriture.
Sa présence dans cette ville révèle que l'espèce s'adapte aussi très bien à l'environnement urbain.

## Description

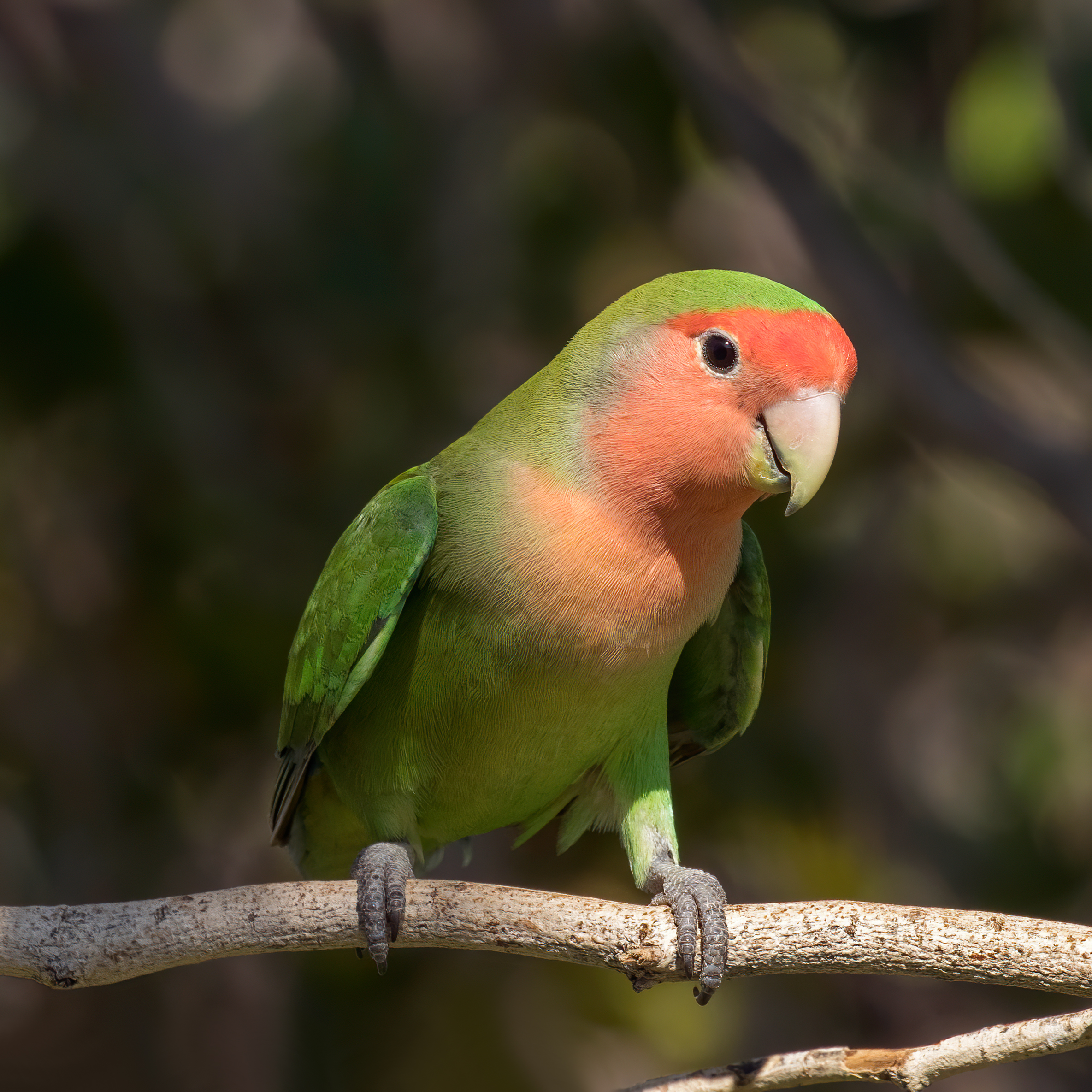
Un inséparable rosegorge de face, vers Erongo, en Namibie. Mars 2018.

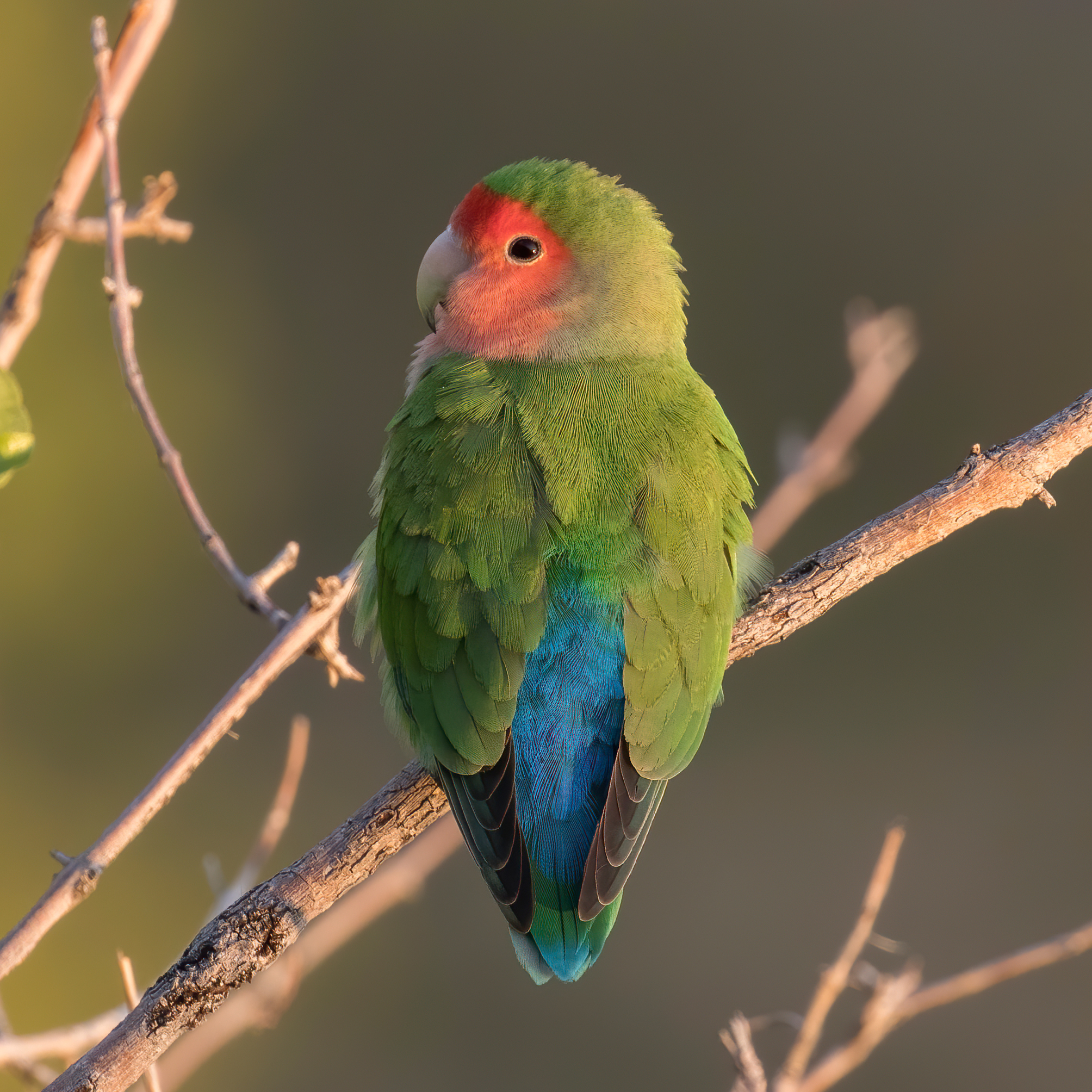
Un inséparable rosegorge de dos, vers Erongo, en Namibie. Mars 2018.

Les adultes ne présentent pas de dimorphisme sexuel. Ils mesurent 15 à 18 cm et pèsent 43 à 63 g. Ils présentent une coloration générale vert pâle, un peu plus sombre sur les parties supérieures. Le croupion est bleu brillant. La face et le haut de la poitrine sont rose pêche, d'où le nom d'espèce, et rouge vif sur le front entre les deux yeux. Les yeux sont roux jaunâtre. Le bec présente une coloration corne à l'extrémité noire et une cire blanche. Les pattes sont grises.

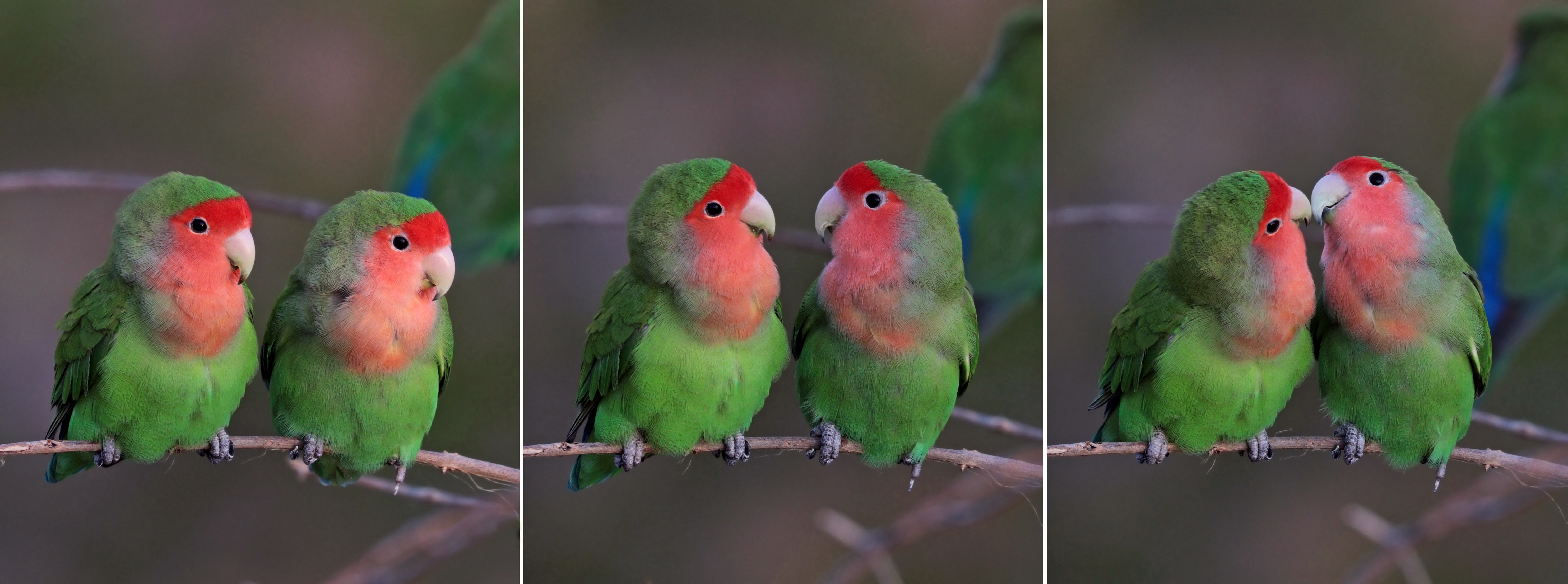
Deux inséparables rosegorge ensemble. Erongo, Namibie, mars 2018.

Chez le jeune, le vert est plus pâle, le rose de la tête plus nuancé et le bec de couleur chamois avec de très nettes traces noires sur la mandibule supérieure. Les couleurs d'adulte apparaissent progressivement: les marques noires du bec s'atténuent puis disparaissent vers 3-4 mois puis le rose du front se mue en rouge et le rose pâle de la tête devient plus vif vers 6 mois lors de la première mue. Les couleurs définitives n'apparaîtront réellement qu'à la mue suivante, vers l'âge d'un an.

## Habitat
Cet oiseau peuple les régions boisées sèches (jusqu'à 1 500 m d'altitude mais parfois 1 800 m), les savanes clairsemées de grands arbres, les fourrés et les champs. Il apprécie les abords des cours d'eau.
Il se déplace généralement en groupes de 10 à 20 individus mais des bandes de quelques centaines d'oiseaux peuvent se former dans des zones de cultures riches en maïs aux graines encore laiteuses ou de prairies présentant une abondance d'épis en phase de maturation, ou encore près de sources d'eau particulièrement abondantes. Ces dernières sont à l'origine des tendances nomades de cette espèce.

## Alimentation
Cet oiseau se nourrit surtout de graines mais également d'herbes et de baies.

## Reproduction

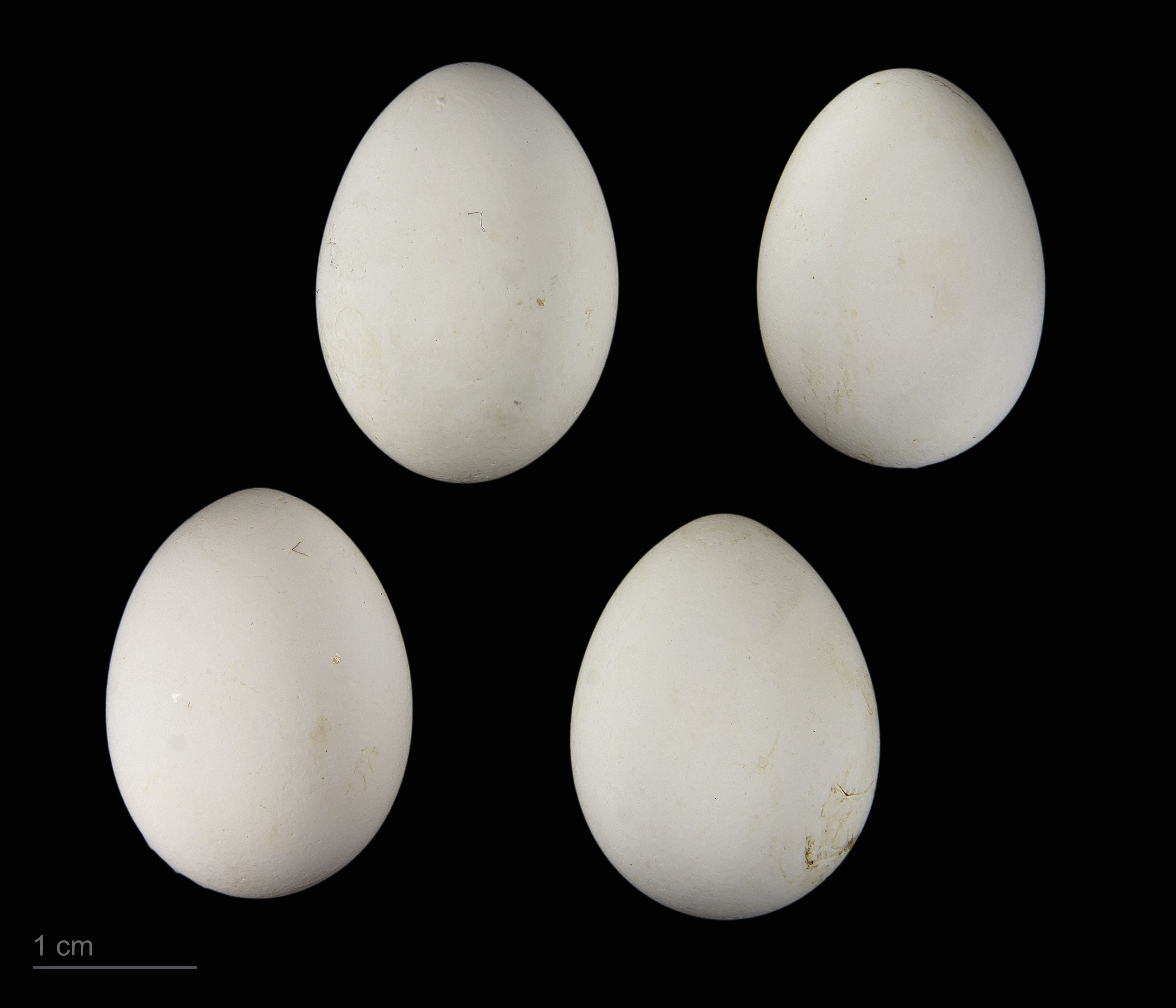
Œufs de Agapornis roseicollis - Muséum de Toulouse.

L'Inséparable rosegorge se reproduit en couples isolés ou en colonies. Quel que soit le mode de nidification, les couples restent très unis. Ainsi, chacun élabore un langage particulier renforçant son union et permettant à chacun des deux partenaires de demeurer en contact auditif avec l'autre.
Des cas de nidification en compagnie d'autres oiseaux, en particulier des plocéidés, et aussi d'oiseaux tel le républicain social, sont connus.
Le nid est construit le plus souvent dans le creux d'un arbre mais cette espèce peut également réaménager les nids en coupe d'autres oiseaux ou utiliser des anfractuosités rocheuses. À défaut de tels sites, l'inséparable rosegorge est capable de construire de véritables nids en coupole, en tressant des brindilles et des herbes.
Les femelles de cette espèce découpent des morceaux de la taille d'une allumette qu'elles coincent dans les plumes de leur croupion pour les transporter jusqu'au nid. Elles constituent ensuite une assise douillette dans la chambre de couvaison.
La saison de reproduction commence généralement entre février et mars. Elle se prolonge jusqu'en juin et juillet, parfois même jusqu'en octobre.
La femelle pond 4 à 6 œufs espacés de deux jours, parfois plus. Les pontes de 9 à 12 œufs ne sont cependant pas rares. La couvaison, menée exclusivement par la femelle, dure 22 ou 23 jours. Les jeunes quittent le nid à l'âge de 45 jours, deviennent indépendants à 2 mois et prennent la livrée adulte vers 6 mois.
Les femelles atteignent leur maturité sexuelle entre 9 et 11 mois et les mâles entre 11 et 13 mois.

## Mutations
Des mutations de couleur ont été observées à l'état sauvage : plumage vert plus clair ou plus foncé, vert écaillé de jaune, lutino ou coloration faciale rose clair.
En captivité, de nombreuses mutations ont été sélectionnées : ino, aqua, turquoise, facteur foncé, facteur violet, cinnamon, marbled, panaché dominant, panaché récessif, pallid, bronze fallow, pale fallow, masque orange, dilute, paleheaded, opaline et plus récemment jade, pale, misty...

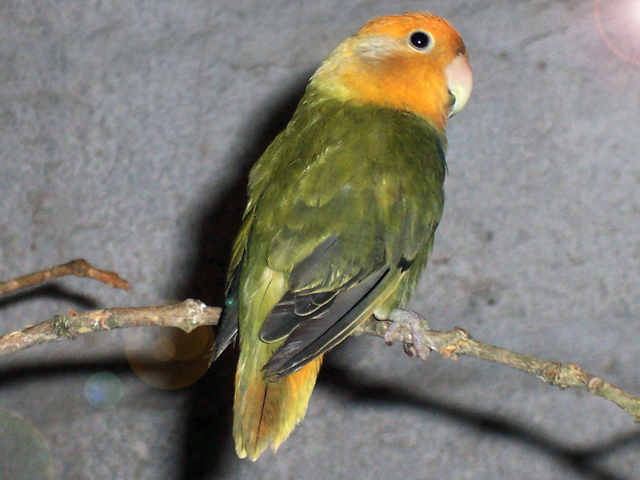
Mutation opaline DD masque orange.
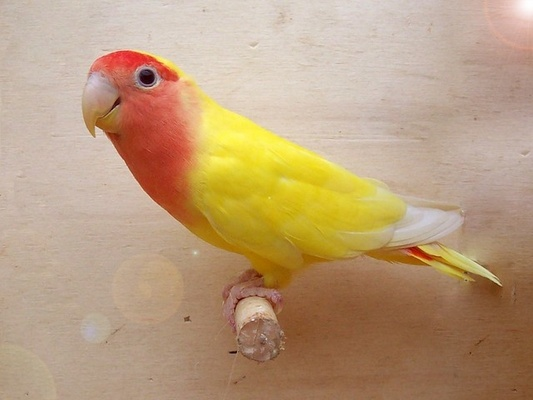
Mutation ino.
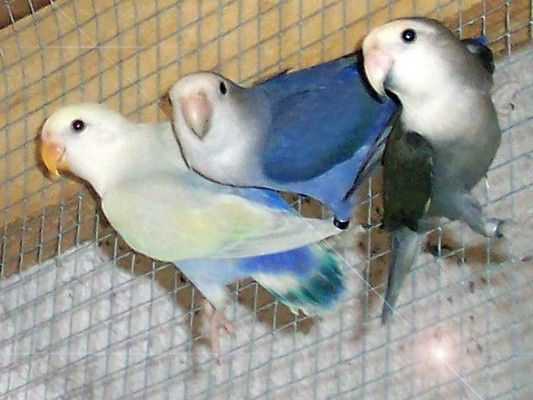
Mutation pallid turquoise, turquoise et turquoise DD.
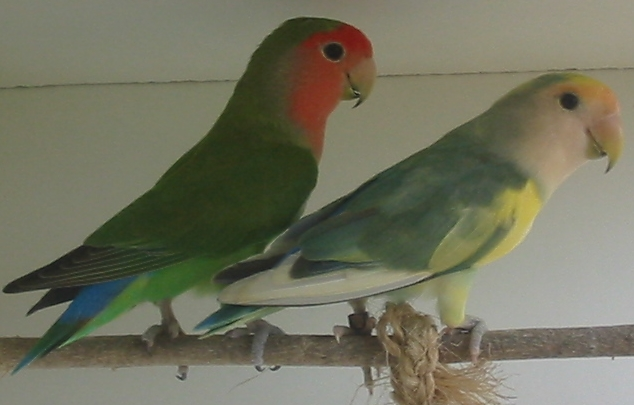
Type sauvage à gauche et Aqua Panaché D à droite.
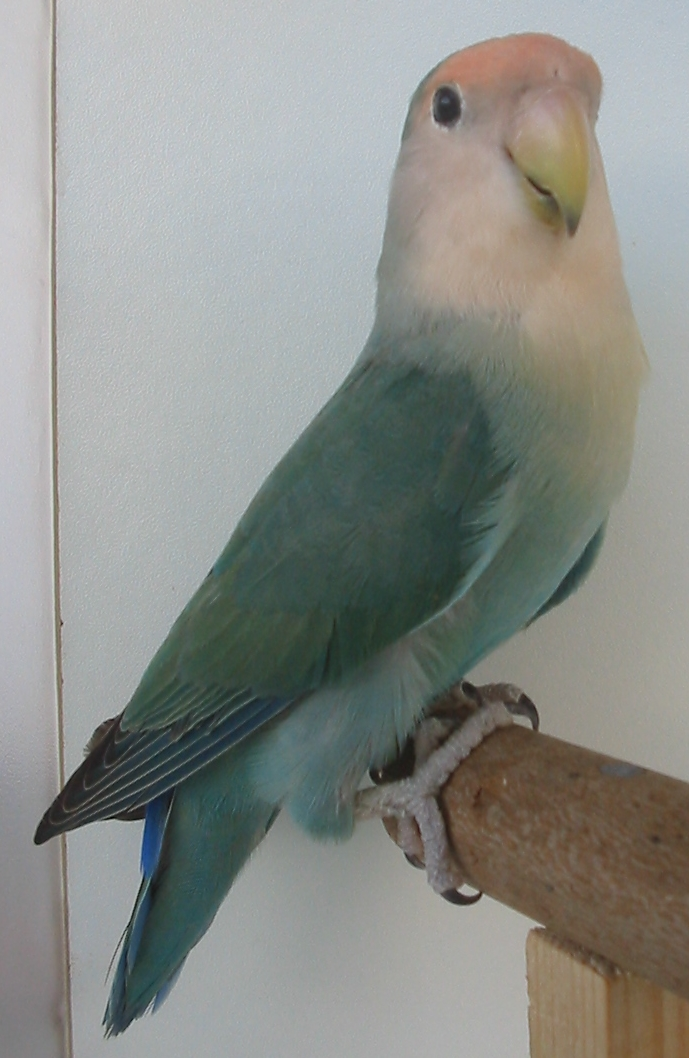
Mutation Aqua D.
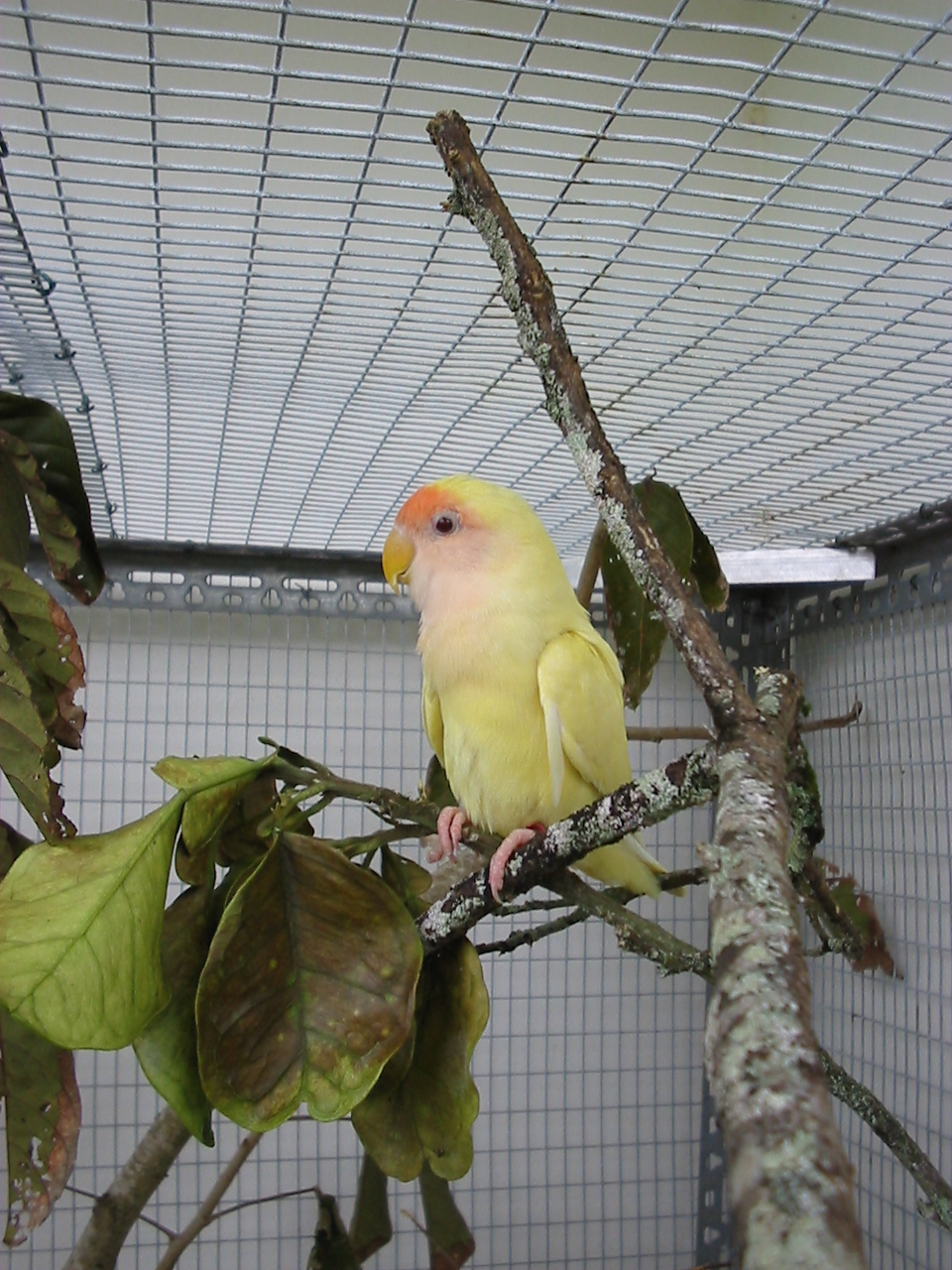
Mutation Aqua ino.
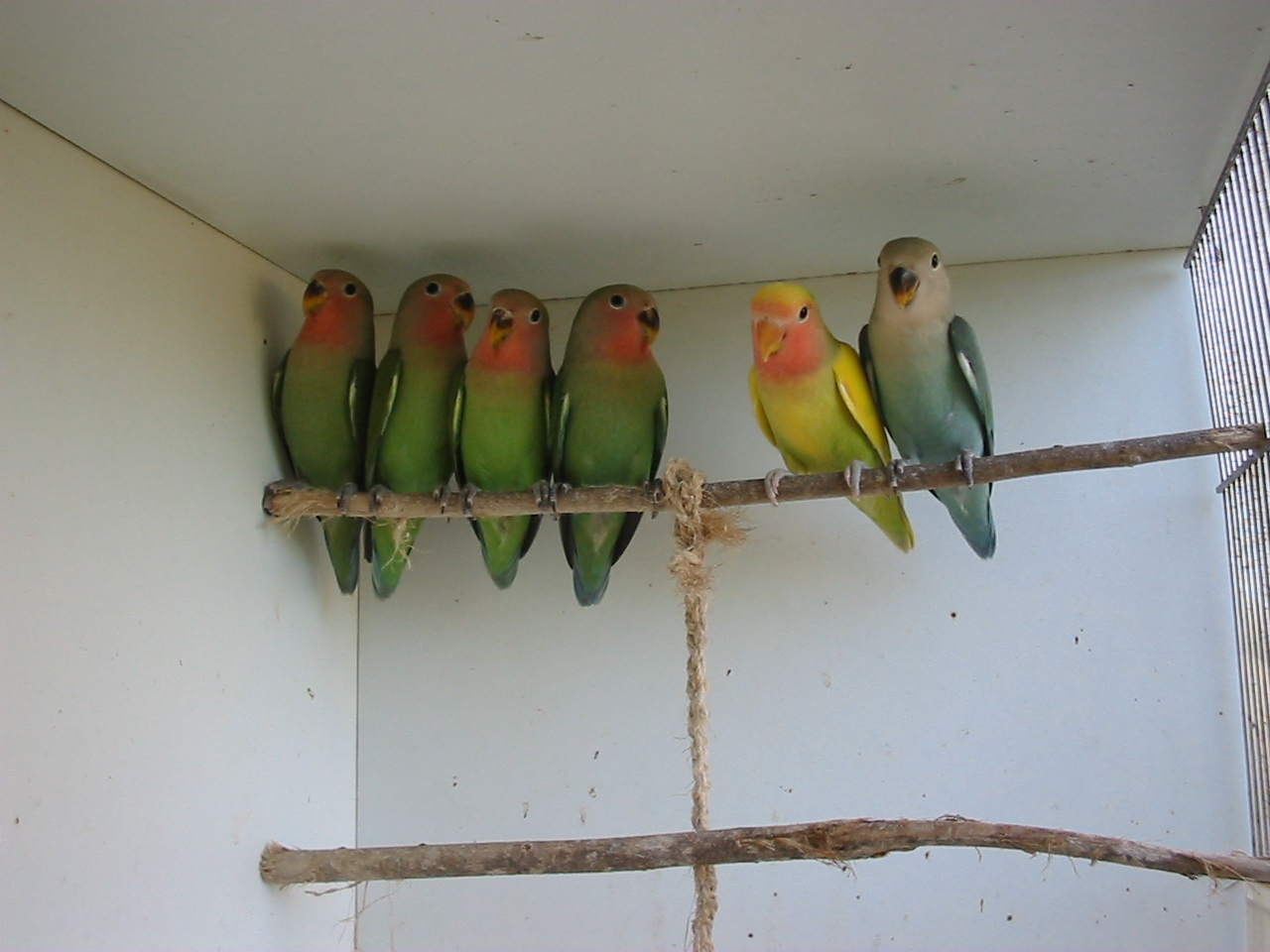
Jeunes de mutations diverses; de gauche à droite: Vert D, 2 Verts sauvages, Vert D, Panaché et Aqua D.
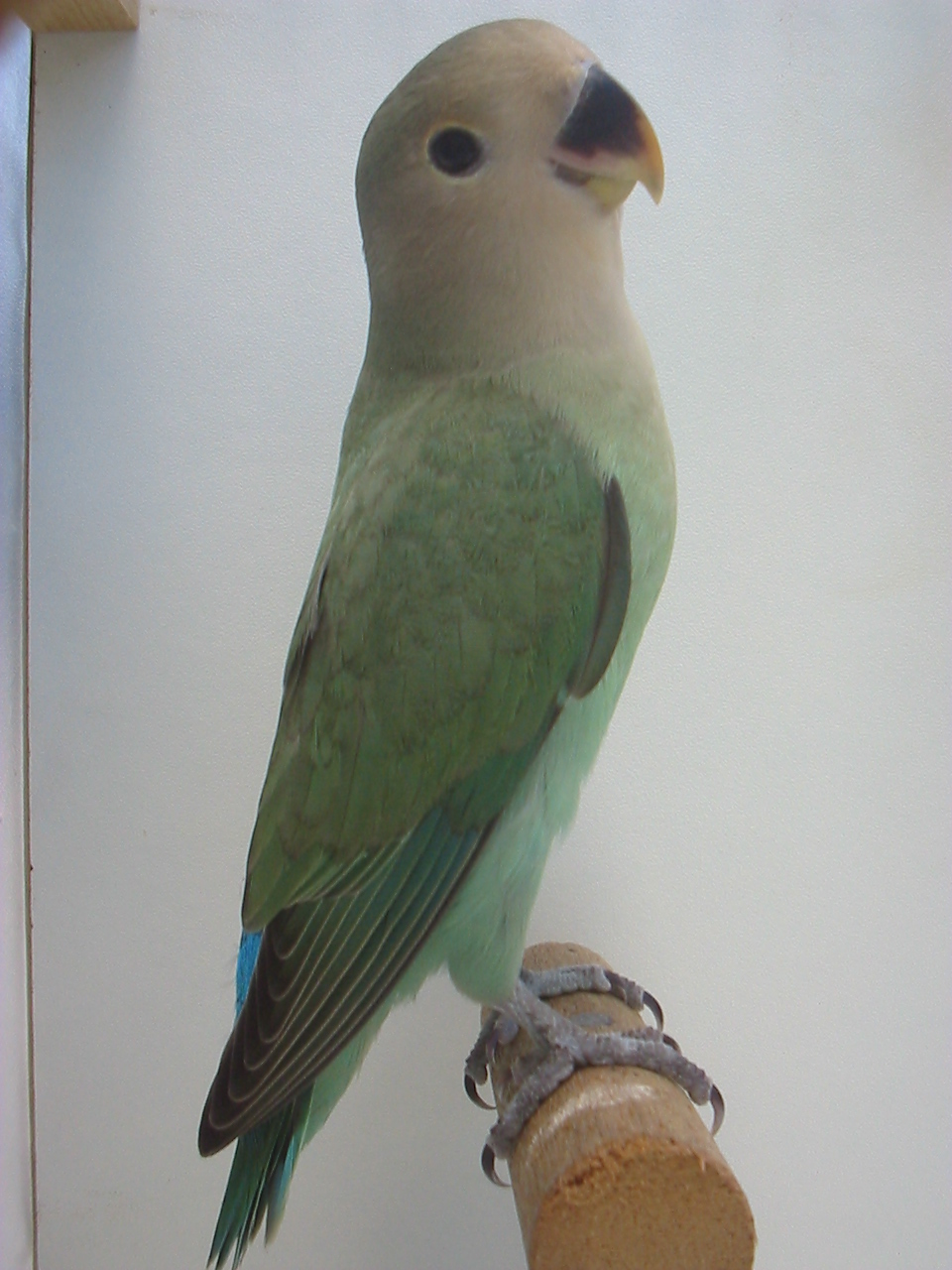
Jeune Aqua.

## Captivité
Les inséparables rosegorges font partie des Psittacidae les plus fréquemment élevés en raison de la facilité de leur maintenance et de leur reproduction. Ils sont souvent conseillés aux éleveurs débutants car ils sont robustes et peuvent rester l'hiver dehors à condition d'avoir un abri pour se réfugier.